# Lewis y Harris
Lewis y Harris (en gaélico escocés: na Leòdhas agus Hearadh, en inglés: Lewis and Harris) es el nombre de una isla en las Hébridas exteriores que es significativa por ser la más grande de Escocia. Esta, además, es la isla más grande de las islas británicas después de Gran Bretaña e Irlanda.
La parte norte de la isla suele llamarse Lewis, mientras el sur es llamado Harris, ambas son tratadas con frecuencia como si fuesen islas separadas. La frontera entre Lewis y Harris está formada por una línea en el oeste, Loch Resort (Reasort), y Loch Seaforth (Shiphoirt) en el este.
La isla no tiene un nombre común ni en gaélico escocés ni en inglés y se conoce simplemente como Lewis y Harris, Lewis con Harris, o Harris y Lewis En raras ocasiones, el nombre colectivo de Isla Larga o Long Island (gaélico escocés: an t-Eilean Fada) se utiliza., aunque este normalmente se aplica a toda las Hébridas Exteriores.
La mayoría de Harris es montañoso, con más de treinta picos por encima de 1.000 pies (300 m) de altura. Tiene una superficie de 841 millas cuadradas (2.178 km²) - un poco menos del uno por ciento de la superficie de Gran Bretaña. Está a 24 millas (39 kilómetros) del punto más cercano del continente, del que está separada por el Minch.
Lewis es relativamente plana, salvo en el sureste, donde el Ben More llega a los 1.874 pies (571 m), y en el suroeste, donde el Mealasbhal con 1.885 pies (575 m) es el punto más alto.
Hasta 1975, Lewis pertenecía al condado de Ross y Cromarty y Harris al de Inverness-shire. El grupo de toda la isla pertenece ahora a Comhairle nan Eilean Siar, el Consejo de las Islas Occidentales (Western Isles Council).